# New Orleans Saints 1986
La stagione 1986 dei New Orleans Saints è stata la 20ª della franchigia nella National Football League. La squadra terminò con 7 vittorie e 9 al quarto posto della propria division, non riuscendo ancora a centrare i primi playoff della sua storia.

## Roster
| Roster dei New Orleans Saints nel 1986 |
| --- |
| Quarterback - 3 Bobby Hebert - 18 Dave Wilson Running Back - 21 Dalton Hilliard - 36 Rueben Mayes - 30 Wayne Wilson Wide Receiver - 86 Mike Jones - 84 Eric Martin Tight End - 85 Hoby Brenner - 82 John Tice Offensive Linemen - 69 Chuck Comiskey G - 70 Bill Contz T - 72 Jim Dombrowski T - 63 Brad Edelman G - 61 Joel Hilgenberg C - 60 Steve Korte G Defensive Linemen - 75 Bruce Clark DE - 99 Tony Elliott NT - 97 Jumpy Geathers DE - 74 Derland Moore NT - 73 Frank Warren DE - 94 Jim Wilks DE Linebacker - 92 James Haynes - 57 Rickey Jackson OLB - 53 Vaughan Johnson ILB - 55 Joe Kohlbrand ILB - 51 Sam Mills ILB - 56 Pat Swilling OLB - 54 Alvin Toles Defensive Back - 28 Gene Atkins - 39 Brett Maxie SS - 25 Johnnie Poe CB - 49 Frank Wattelet FS - 44 Dave Waymer CB Special Team - 7 Morten Andersen K - 10 Brian Hansen P |
| Legenda - I rookie sono in corsivo. - Il primo ruolo è il principale mentre gli eventuali successivi indicano i ruoli secondari. - (IR) sta per Injured Reserve ed indica la lista ristretta per un solo giocatore infortunato che può tornare ad allenarsi dopo la settimana 6 e a rientrare in prima squadra dopo che questa ha giocato 8 partite. - (NF-Inj.) / (NF-Ill.) stanno rispettivamente per Non-Football Injured e Non-Football Illness ed indicano le liste dove viene inserito un giocatore che ha un infortunio o una malattia non dipendente dal football americano. - (PUP) sta per Physically Unable to Perform ed indica la lista dove viene inserito un giocatore mentre è in attesa di recuperare la condizione fisica. Nella stagione regolare dopo la sesta partita giocata dalla propria squadra, il giocatore ha tempo tre settimane per riprendere ad allenarsi, più tre settimane aggiuntive dal suo rientro agli allenamenti per rientrare in prima squadra. |

## Calendario
| Stagione regolare |                        |           |
| Turno             | Avversario             | Risultato |
| 1                 | Atlanta Falcons        | S 31–10   |
| 2                 | Green Bay Packers      | V 24–10   |
| 3                 | at San Francisco 49ers | S 26–17   |
| 4                 | at New York Giants     | S 20–17   |
| 5                 | Washington Redskins    | S 14–6    |
| 6                 | at Indianapolis Colts  | V 17–14   |
| 7                 | Tampa Bay Buccaneers   | V 38–7    |
| 8                 | at New York Jets       | S 28–23   |
| 9                 | San Francisco 49ers    | V 23–10   |
| 10                | Los Angeles Rams       | V 6–0     |
| 11                | at St. Louis Cardinals | V 16–7    |
| 12                | at Los Angeles Rams    | S 26–13   |
| 13                | New England Patriots   | S 21–20   |
| 14                | Miami Dolphins         | S 31–27   |
| 15                | at Atlanta Falcons     | V 14–9    |
| 16                | at Minnesota Vikings   | S 33–17   |

## Classifiche
| NFC West               |    |   |   |      |       |       |     |     |     |
|                        | V  | S | P | %    | DIV   | CONF  | PF  | PS  | STR |
| San Francisco 49ers(3) | 10 | 5 | 1 | .656 | 3–2–1 | 6–5–1 | 374 | 247 | V3  |
| Los Angeles Rams(5)    | 10 | 6 | 0 | .625 | 3–3   | 8–4   | 309 | 267 | S2  |
| Atlanta Falcons        | 7  | 8 | 1 | .469 | 2–3–1 | 6–5–1 | 280 | 280 | V1  |
| New Orleans Saints     | 7  | 9 | 0 | .483 | 3–3   | 6–6   | 288 | 287 | S1  |

## Premi
- Rueben Mayes:

rookie offensivo dell'anno